# Entente sportive La Rochelle
Maillots
Actualités
L'Entente sportive La Rochelle est un club français de football basé à La Rochelle né en 1949 de la fusion de l'Étoile des cheminots rochelais et de la section football du Stade rochelais fondés en 1904, puis de l'absorption en 2007 du club voisin de l'Avenir Maritime Laleu-La Pallice.
Le club évolue depuis 2018 en Régional 1 (anciennement Division d'Honneur) de la Ligue de football Nouvelle-Aquitaine et dispute ses rencontres à domicile au stade François Le Parco, situé au nord de la ville de La Rochelle.

## Histoire
- 1904 : fondation du club l'Étoile des Cheminots Rochelais et de la section football du Stade Rochelais issue d'une scission avec les rugbymen de l'actuel Stade Rochelais, fondé en 1898.
- 1949 : fusion des deux clubs Rochelais : l'Étoile des Cheminots Rochelais et de la section football du Stade Rochelais donnant naissance à l'Etoile Sportive Rochelaise.
- 1970 : l'ES Rochelaise monte pour la première fois en Division 3
- 1971 : vainqueur de son groupe, l'ES Rochelaise monte pour la première fois en Division 2
- 1972 : classée 14e du Groupe B, l'ES Rochelaise est reléguée en Division 3.
- 1973 : l'ES Rochelaise monte pour la seconde et dernière fois en Division 2
- 1974 : classée 18e du Groupe A, l'ES Rochelaise est reléguée en Division 3.
- 1985 : après 11 saisons en Division 3 et classée 14e, L'ES Rochelaise est reléguée en Division 4.
- 1986 : vainqueur de son groupe, l'ES Rochelaise remonte aussitôt en Division 3.
- 1987 : champion de DH, l'AM Laleu La Pallice monte pour la première fois en Division 4.
- 1992 : après 6 saisons en Division 3 et 23 saisons au niveau national, rétrogradation administrative de l'ES Rochelaise en Division d'Honneur de la Ligue du Centre-Ouest de football.
- 1993 : après 6 saisons en Division 4, l'AM Laleu La Pallice est relégué en DH.
- 1994 : dernière en Division d'Honneur de la Ligue du Centre-Ouest de football, l'AM Laleu La Pallice est relégué en Divion d'Honneur Régional (actuel Régional 2 de  Ligue de football Nouvelle-Aquitaine avec l'ancienne Promotion d'Honneur).
- 1996 : champion de Division d'Honneur de la Ligue du Centre-Ouest de football (DH), l'ES Rochelaise monte en National 3, devenu CFA 2 l'année suivante. Ils jouent cette année-là devant plus de 1500 spectateurs de moyenne.
- 1997 à 2004 : l'équipe évolue en CFA2.
- 2002 : l'équipe termine 3e de CFA2.
- 2003 : l'équipe termine barragiste en CFA2 mais n'accède pas en CFA.
- 2004 : l'équipe est à nouveau barragiste mais n'accède pas en CFA.
- 2006 : nouvelle rétrogradation administrative en DHR de l'ES Rochelaise qui devient L'Espoir La Rochelle
- 2007 : fusion de l'Espoir La Rochelle (anciennement ES Rochelaise) et de l'AM Laleu La Pallice sous le nom de Laleu La Rochelle FC. Le club reste en DH grâce à l'AM Laleu La Pallice
- 2010 : le club est renommé Football Atlantique rochelais
- 2012 : le club prend son nom actuel, l'Entente Sportive de La Rochelle.
- 2017 : relégation en Régional 2
- 2018 : remontée en Régional 1 de Ligue de football Nouvelle-Aquitaine, anciennement Division d'Honneur.
- 2019 : R1. La Rochelle termine à la 8e place de la poule A .
- 2022 : Accession en National 3 puis refus de la FFF en raison de la suspension d'un joueur.

## Identité du club
Le club joue traditionnellement en rouge et blanc depuis 1949.

Logo de l'Etoile Sportive Rochelaise de 1949 à 1992.
Logo de l'Etoile Sportive Rochelaise de 1993 à 2006.
Logo de Laleu La Rochelle FC de 2007 à 2010.
Logo de l'ESR depuis 2010.

## Palmarès
- Deux saisons en Division 2 : 1971-1972 et 1973-1974
- Premier du groupe Sud-Ouest de Division 3 en 1971
- Premier du groupe G de Division 4 et Champion de France de Division 4 en 1986
- Champion DH du Centre-Ouest[1] : 1920, 1921, 1970, 1996
- Premier de la poule A de Régional 2 en 2018
- Vainqueur de la Coupe du Centre-Ouest[2] : 1952, 1965, 1973 (Réserve), 1982, 1984

## Coupe de France
- 1976-1977 : élimination en 16e de finale par le FC Sochaux-Montbéliard (D1)
- 2000-2001 : élimination au 8e tour contre Châteauroux (D2)
- 2001-2002 : élimination au 8e tour contre Laval (D2)
- 2008-2009 : élimination au 3e tour par le Poitiers FC
- 2009-2010 : élimination au 3e tour par le SO Châtellerault
- 2011-2012 : élimination au 5e tour par le Limoges FC
- 2014-2015 : élimination au 7e tour contre Aurillac (CFA2)
- 2015-2016 : élimination au 7e tour contre les Chamois niortais (L2)
- 2016-2017 : élimination au 6e tour contre Niort Saint-Florent
- 2017-2018 : élimination au 2d tour contre Avenir Matha
- 2018-2019 : élimination au 2d tour contre Niort Saint-Florent
- 2019-2020 : élimination au 4e tour contre Thouars Foot 79

## Anciens joueurs de l'ES rochelaise
- Joël Audiger
- Georges Belnard
- Alexandre Bonnet
- Joël Cantona
- José Dalmao
- Nicolas De la Quintinie
- Christophe Desbouillons
- Paul Jurilli
- Jacques Mogis
- Albert Nelson
- Patrice Neveu
- Dominique Rocheteau
- Carlos Ruiter
- Jean-Pierre Sallat
- Nicolas Savinaud

## Anciens entraîneurs de l'ES rochelaise
- 19??-19?? :  Louis Gabrillargues
- 19??-19?? :  Paul Renouvel
- 19??-19?? :  Mykowski
- 19??-19?? :  Rémy Fourmont
- 19??-19?? :  Paul Jurilli
- 1968-1970 :  Francisco Navarro
- 1970-1972 :  Emilio Quevedo
- 1972-févr. 1974 :  Michel Stievenard
- Févr. 1974-19?? :  Cuq
- 1974-1975 :  Jean Pierre BAKRIM
- 1975-1978 :  Maurice Blondel
- 1978-1981 :  Michel Ollivaux
- 1982-janv. 1985 :  Jean Pérignon
- Janv. 1985-1988 :  Jean-Noël Gautier
- 1988-1990 :  Christophe Desbouillons
- 1990-1993 :  Ángel Marcos
- 1998-1999 :  Alain Larvaron
- 2001-2002 :  Joël Zante
- 2002-2004 :  Christian Zajaczkowski
- 2004-2006 :  Pierre Clavaud
- 2016-2020 :  Eric Nicol
- depuis décembre 2020 :  Fabrice Fontaine